# آرثر جونستون
آرثر جونستون (16 مارس 1863 في المملكة المتحدة - 8 أغسطس 1929 في المملكة المتحدة) (بالإنجليزية: Arthur Johnston)‏ هو لاعب كريكت بريطاني (وحمل سابقاً جنسية المملكة المتحدة لبريطانيا العظمى وأيرلندا). لعب مع نادي مقاطعة ميدلسكس للكريكت ‏ ونادي مقاطعة ساسكس للكريكت ‏.

## وصلات خارجية
- آرثر جونستون على موقع إي آس بي آن كريك إنفو (الإنجليزية)